# Daré Nibombé
Darè Nibombé (Lomé, 16 giugno 1980) è un allenatore di calcio ed ex calciatore togolese, di ruolo difensore, commissario tecnico della nazionale togolese.

## Caratteristiche tecniche
Era un difensore centrale.

## Carriera

### Club
Nibombé inizia la sua carriera in patria. Nel 2000 passa all'ASKo Kara. Dopo due anni viene trasferito in Ghana al Liberty Professionals F.C., ma dopo un paio d'anni, nel 2002 torna in Togo.
Nel luglio 2002 approda in Europa, tesserato dai belgi de La Louvière: segna 4 gol in campionato e fine anno il club vince la Coppa del Belgio. Passa quindi al Mons, dove resta per cinque stagioni: il club retrocede nel 2005 e vince la seconda divisione del 2006, tornando in prima divisione. Nell'estate del 2008 il club rumeno dell'Otopeni ne acquista il cartellino in cambio di 400000 €. Dopo sole sei presenze e un gol, passa al Timisoara per 300000 €. In seguito gioca anche in Azerbaigian e Germania (all'Arminia Bielefeld in 2. Fußball-Bundesliga), dove tuttavia colleziona poche presenze a causa di un infortunio al ginocchio che ne limita l'impiego, prima di tornare in Belgio (Boussu-Dour rinominato in Seraing United nel 2014), squadra iscritto alla Tweede klasse, seconda divisione del campionato belga, ritirandosi nell'agosto 2013 dal calcio giocato.
Vanta 11 presenze nelle competizioni UEFA per club.

### Nazionale
Convocato dalla Nazionale togolese dal 2000, è stato convocato ai Mondiali 2006, durante i quali ha fatto parte della formazione titolare della squadra, disputando i tre incontri della prima fase a gironi. Ha partecipato inoltre a due edizioni della Coppa d'Africa, nel 2006 e nel 2013.

## Palmarès

### Club

#### Competizioni nazionali
- Coppa del Belgio: 1

La Louvière: 2002-2003
- Tweede klasse: 1

Mons: 2005-2006